# Phil Swing
Phil Swing właściwie Philip David Swing (ur. 30 listopada 1884 w San Bernardino, zm. 8 sierpnia 1963 w San Diego) – amerykański polityk, członek Partii Republikańskiej.

## Działalność polityczna
W okresie od 4 marca 1921 do 3 marca 1933 przez sześć kadencji był przedstawicielem 11. okręgu wyborczego w stanie Kalifornia w Izbie Reprezentantów Stanów Zjednoczonych.